# 小行星2099
小行星2099（2099 Opik）是一颗围绕太阳公转的小行星。1977年11月8日，埃莉諾·赫琳在帕洛马山发现了此天体。
該小行星以愛沙尼亞天文學家恩斯特·厄皮克命名。
这颗小行星的绝对星等为15.18等。